# Ахеменидское разрушение Афин
Ахеменидское разрушение Афин было совершено ахеменидской армией Ксеркса I во время Второго персидского вторжения в Грецию, происходило в два этапа в течение двух лет, в 480—479 годах до нашей эры.

## Первая фаза: Ксеркс I (480 г. до н. э.)

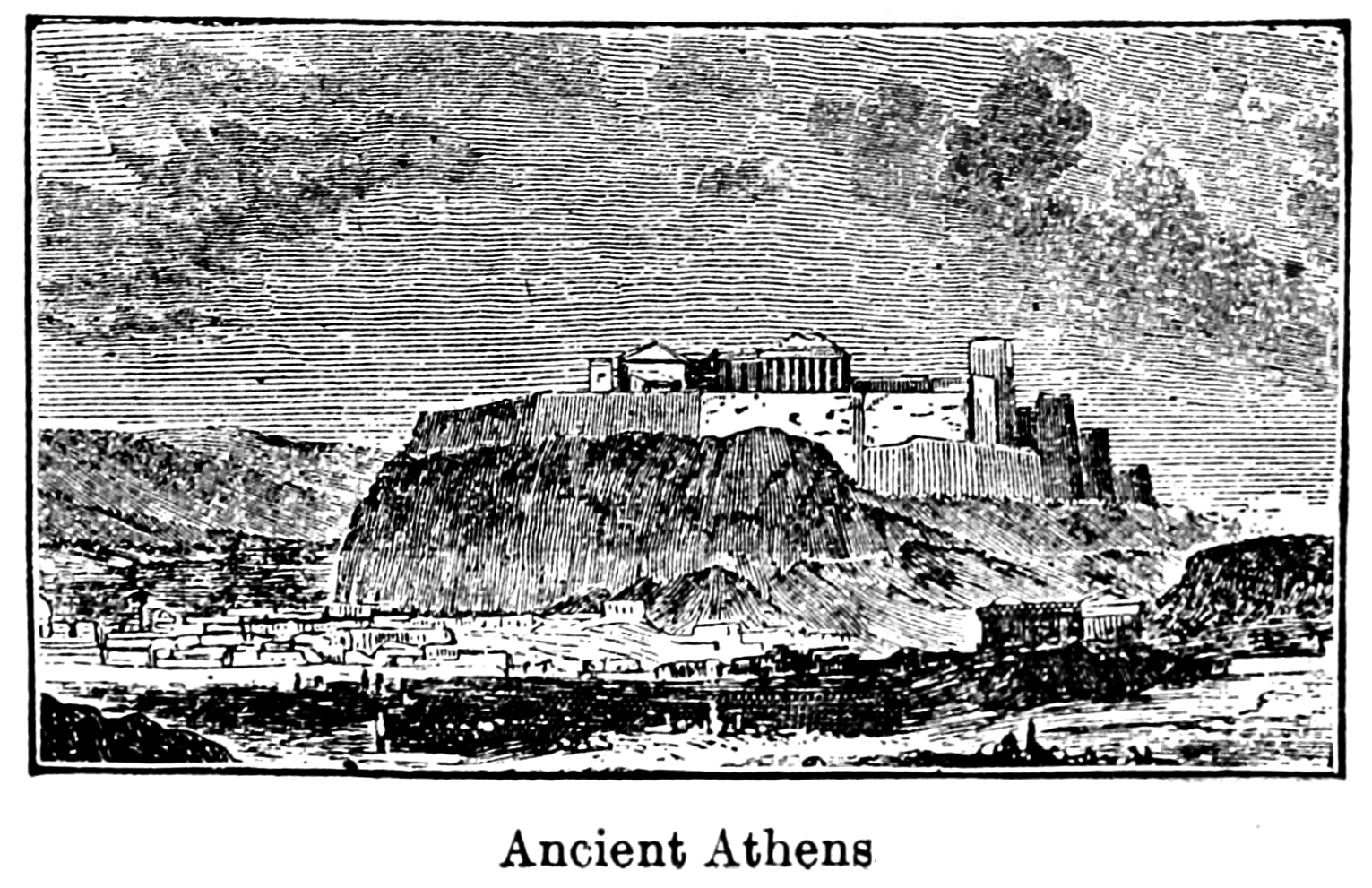
«Цитадель в Афинах» времён Ксеркса (реконструкция 1900 г.).

В 480 г. до н. э., после победы Ксеркса I в битве при Фермопилах, вся Беотия пала перед армией Ахеменидов. Два города, сопротивлявшиеся Ксерксу, Феспии и Платеи, были захвачены и разрушены. Аттика также была оставлена открытой для вторжения, и поэтому оставшееся население Афин было эвакуировано с помощью флота союзников на остров Саламин. Пелопоннесские союзники подготовили оборонительную линию через Коринфский перешеек, возведя стену и разрушив дорогу от Мегары, тем самым оставив Афины персам.
Афины впервые пали в сентябре 480 г. до н. э. Небольшое количество афинян, забаррикадировавшихся на Акрополе, в конце концов потерпело поражение, и Ксеркс приказал сжечь Афины. Акрополь, Старый Храм Афины и Старый Парфенон были разрушены:
Те персы, которые подошли первыми, направились к воротам, которые они открыли, и убили просителей; когда они низложили всех афинян, они разграбили храм и сожгли весь акрополь.
— Геродот VIII.53
Вскоре после этого Ксеркс I потерял большую часть своего флота в битве при Саламине. Ксеркс опасался, что после того, как персы утратили военно-морское превосходство, греки смогут доплыть к Геллеспонту и разрушить понтонные мосты. Согласно Геродоту, Мардоний вызвался остаться в Греции и завершить завоевание с отобранной группой войск, при этом посоветовав Ксерксу отступить в Азию с большей частью армии. Все персидские войска покинули Аттику, а Мардоний перезимовал в Беотии и Фессалии.
Таким образом, некоторые афиняне смогли вернуться в свой сожженный город на зиму. Им пришлось снова эвакуироваться перед вторым наступлением Мардония в июне 479 г. до н. э.

## Вторая фаза: Мардоний (479 г. до н. э.)

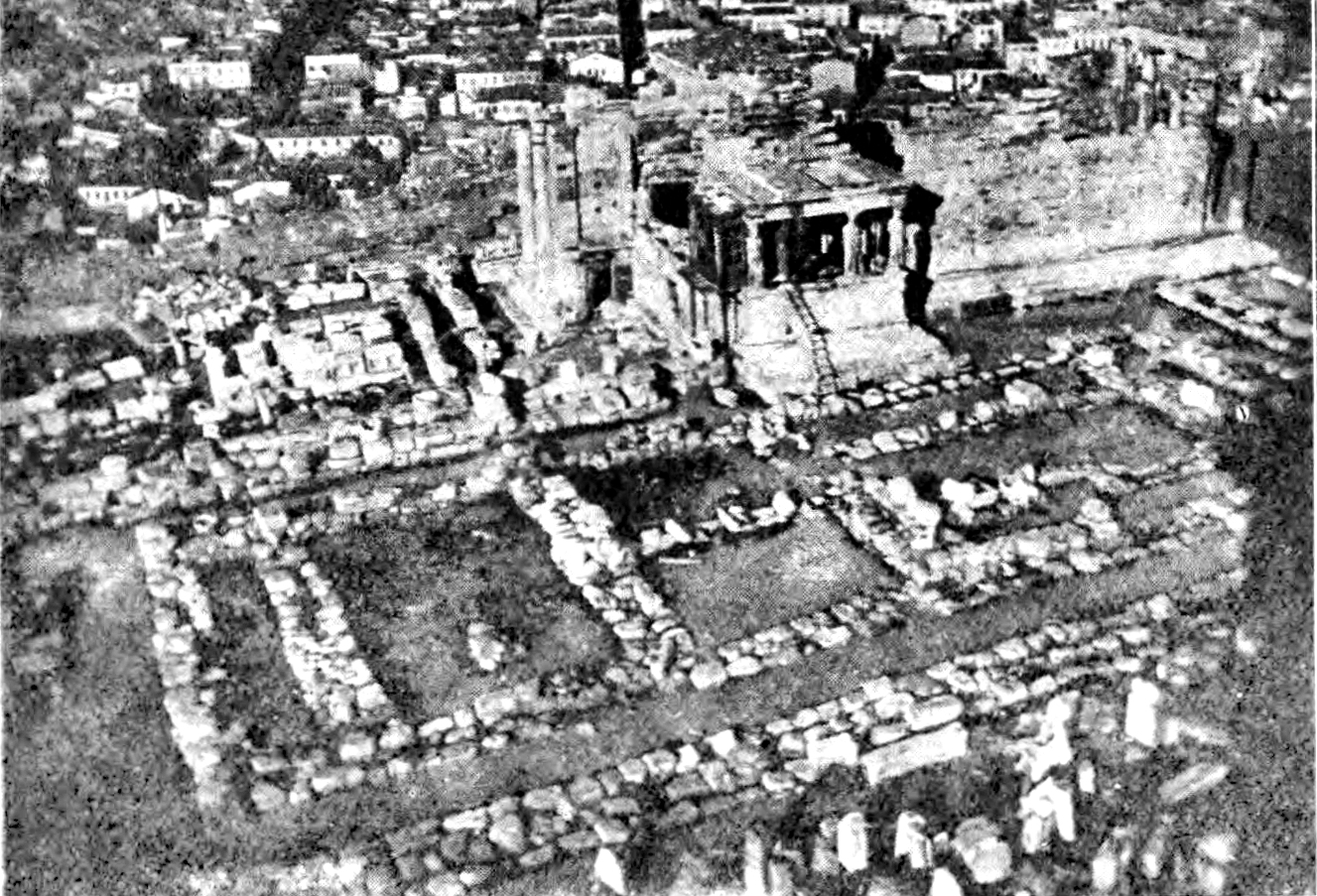
Фундамент Старого Храма Афины, разрушенного войсками Ксеркса I.

Мардоний остался с остальными войсками Ахеменидов в северной Греции, выбрав себе лучших из Бессмертных, мидян, саков, бактрийцев и индийцев. Геродот описал состав основных войск Мардония:
Там Мардоний сначала выбрал всех персов, называемых Бессмертными, за исключением только Гидарна их полководца, который сказал, что не покинет царскую особу; а затем персидские кирасиры и тысяча всадников, мидяне и саки, бактрийцы и индийцы, равно как и их пехотинцы и остальные всадники. Он избрал эти народы целиком; из остальных своих союзников он выбрал по несколько человек от каждого народа, самых хороших людей и тех, которые, как он знал, оказали какую-либо хорошую услугу ... Таким образом, все число вместе с всадниками выросло до трехсот тысяч человек.
— Геродот VIII, 113.

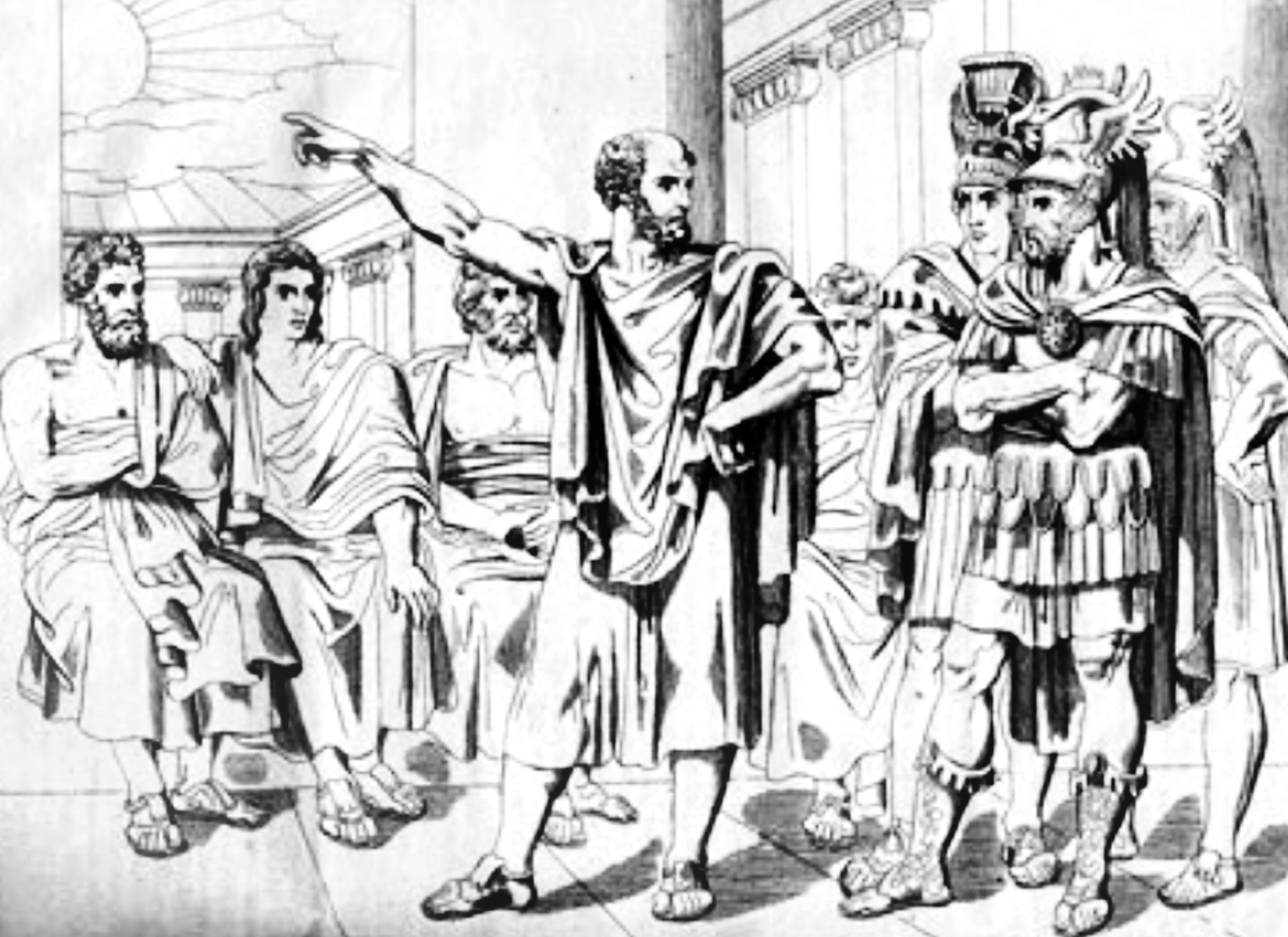
Ответ Аристида послам Мардония: «Пока солнце держит свое нынешнее течение, мы никогда не придём к соглашению с Ксерксом».

Мардоний остался в Фессалии, зная, что атака на перешейке бессмысленна, союзники в свою очередь отказались послать армию за пределы Пелопонесса.
Мардоний попытался выйти из тупика, предложив афинянам мир, самоуправление и территориальную экспансию (с целью вывести их флот из состава союзных войск), используя Александра I Македонского в качестве посредника. Афиняне позаботились о том, чтобы спартанская делегация была готова выслушать предложение, но отклонили его. Таким образом, Афины снова были эвакуированы, а персы двинулись на юг и снова овладели ими.
Мардоний нанес городу ещё более основательный ущерб, и некоторые авторы считали, что город действительно был стерт с лица земли во время этой второй фазы. По словам Геродота, после того как переговоры прервались:
Мардоний сжег Афины и полностью разрушил, разрушил все стены, дома и храмы, которые остались стоять.
— Геродот IX.13

## Реконструкция

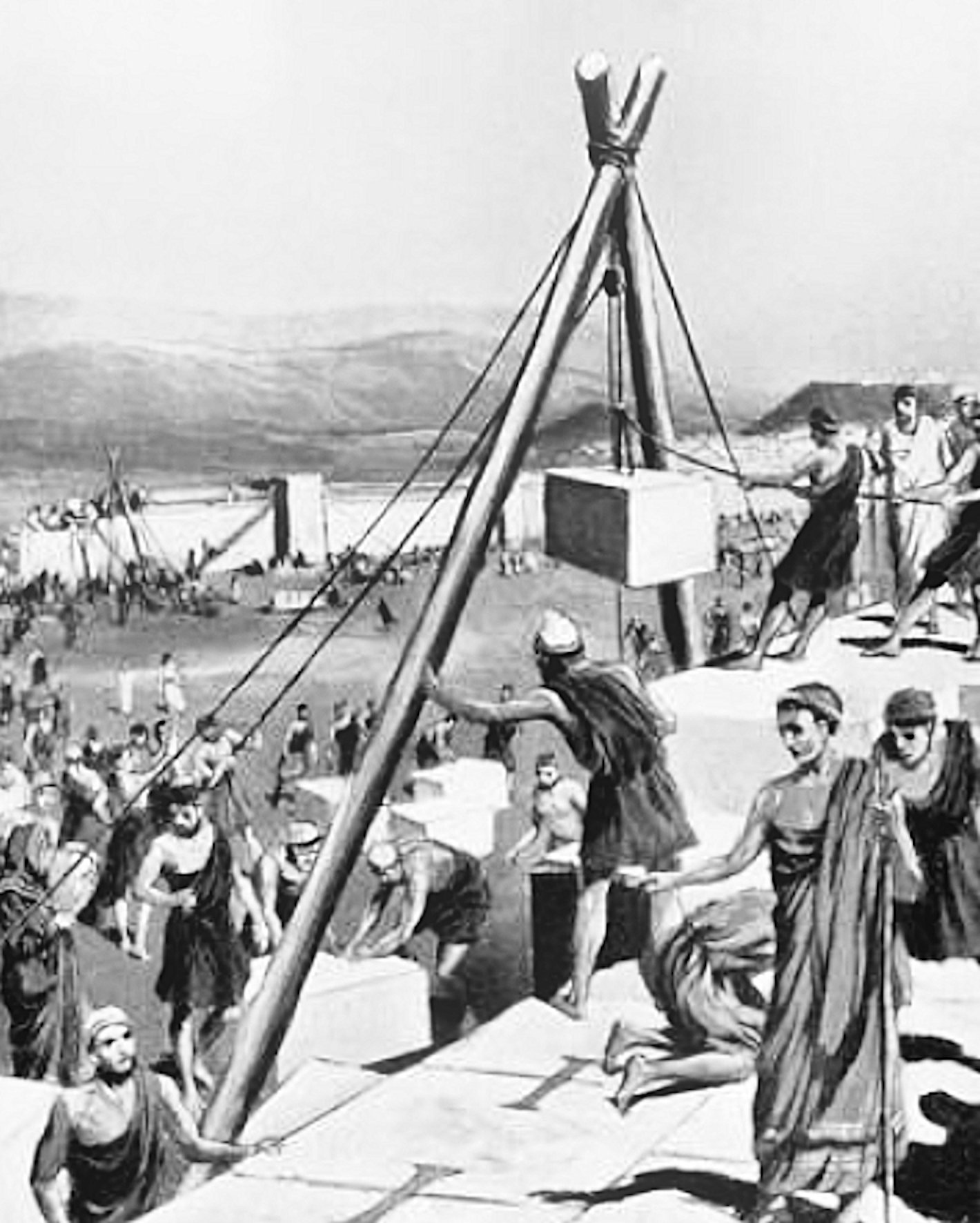
Афиняне восстанавливают свой город под руководством Фемистокла.

Ахемениды были решительно разбиты в последовавшей битве при Платеях, и греки смогли вернуть себе Афины. Пришлось восстанавливать всё, включая новый Парфенон на Акрополе . Эти усилия по реконструкции возглавил Фемистокл осенью 479 г. до н. э., который повторно использовал остатки Старого Парфенона и Старого храма Афины для укрепления стен Акрополя, которые до сих пор видны в его северной стене. Вероятно, ремонт стен и создание оборонительных сооружений города было для него приоритетнее даже хотя бы попытки восстановления храмов. Фемистокл, в частности, считается строителем северной стены Акрополя, включающей обломки разрушенных храмов, а Кимон связан с более поздним строительством южной стены.
Названная в честь Фемистокла стена была построена сразу после войны с Персией в надежде защититься от дальнейшего вторжения. Для многих из этих строительных работ были использованы сполии, остатки разрушений от предыдущего конфликта.

Парфенон был перестроен намного позже, по прошествии более 30 лет, Периклом, вероятно, из-за первоначального обета, что храмы, разрушенные Ахеменидами, не должны быть восстановлены.

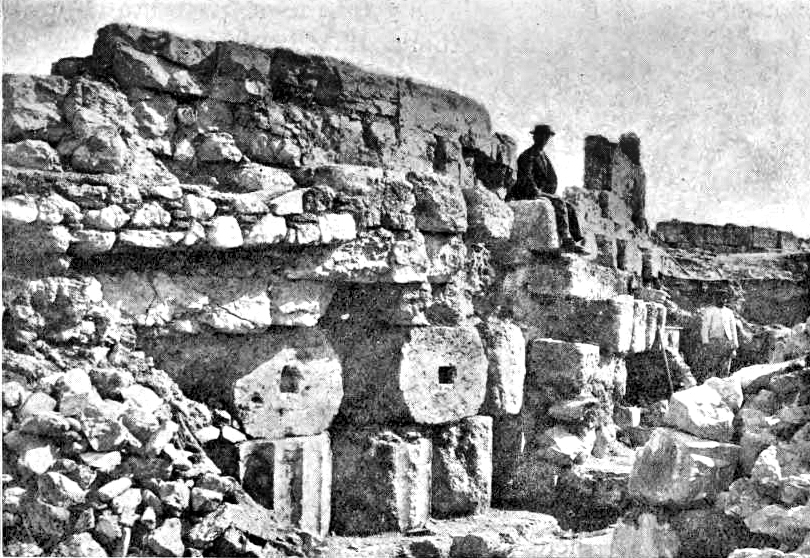
Архитектурные остатки храма Старой Афины, встроенного в северную стену Акрополя Фемистоклом .
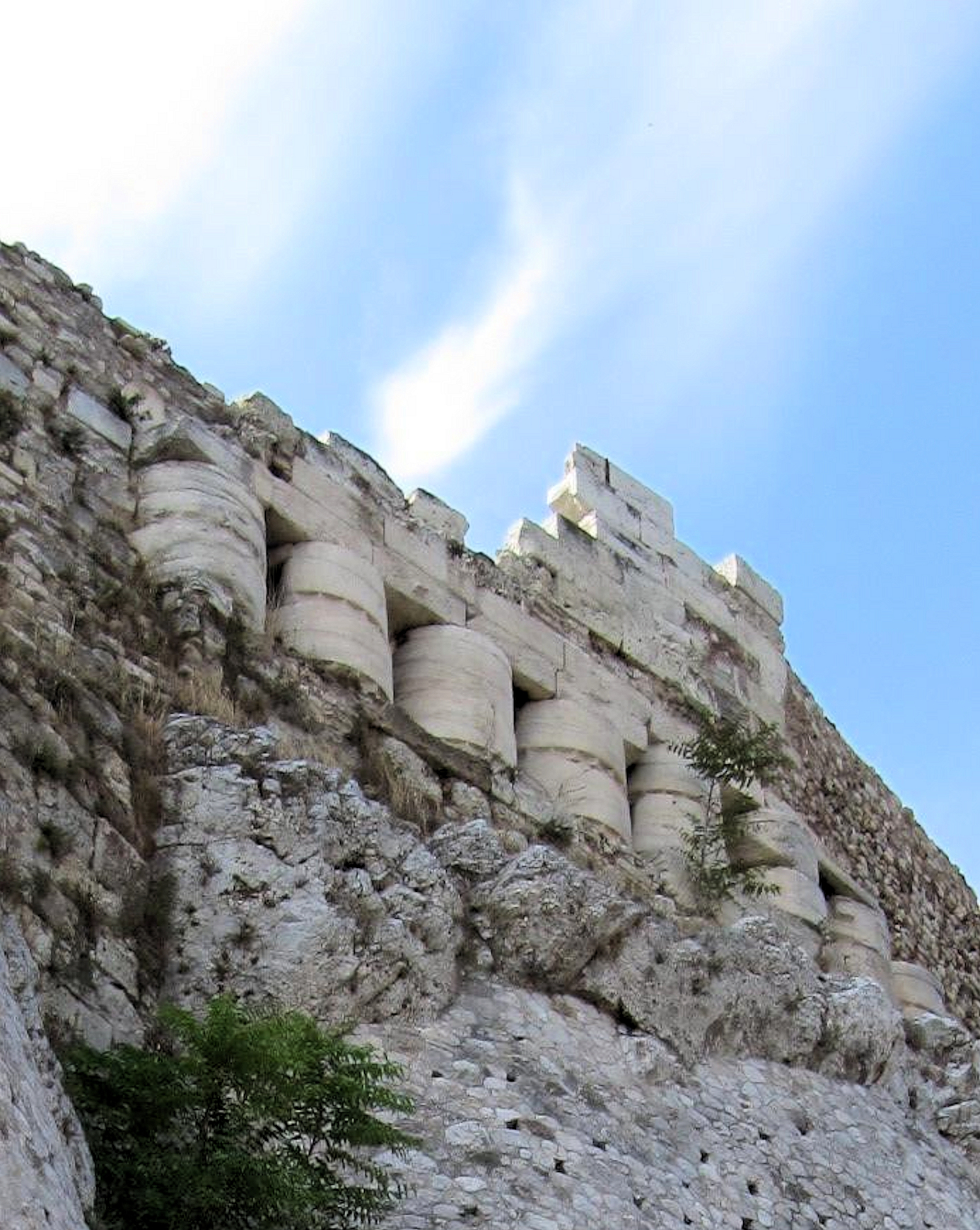
Барабаны колонны Старого Парфенона, повторно использованные Фемистоклом в северной стене Акрополя.
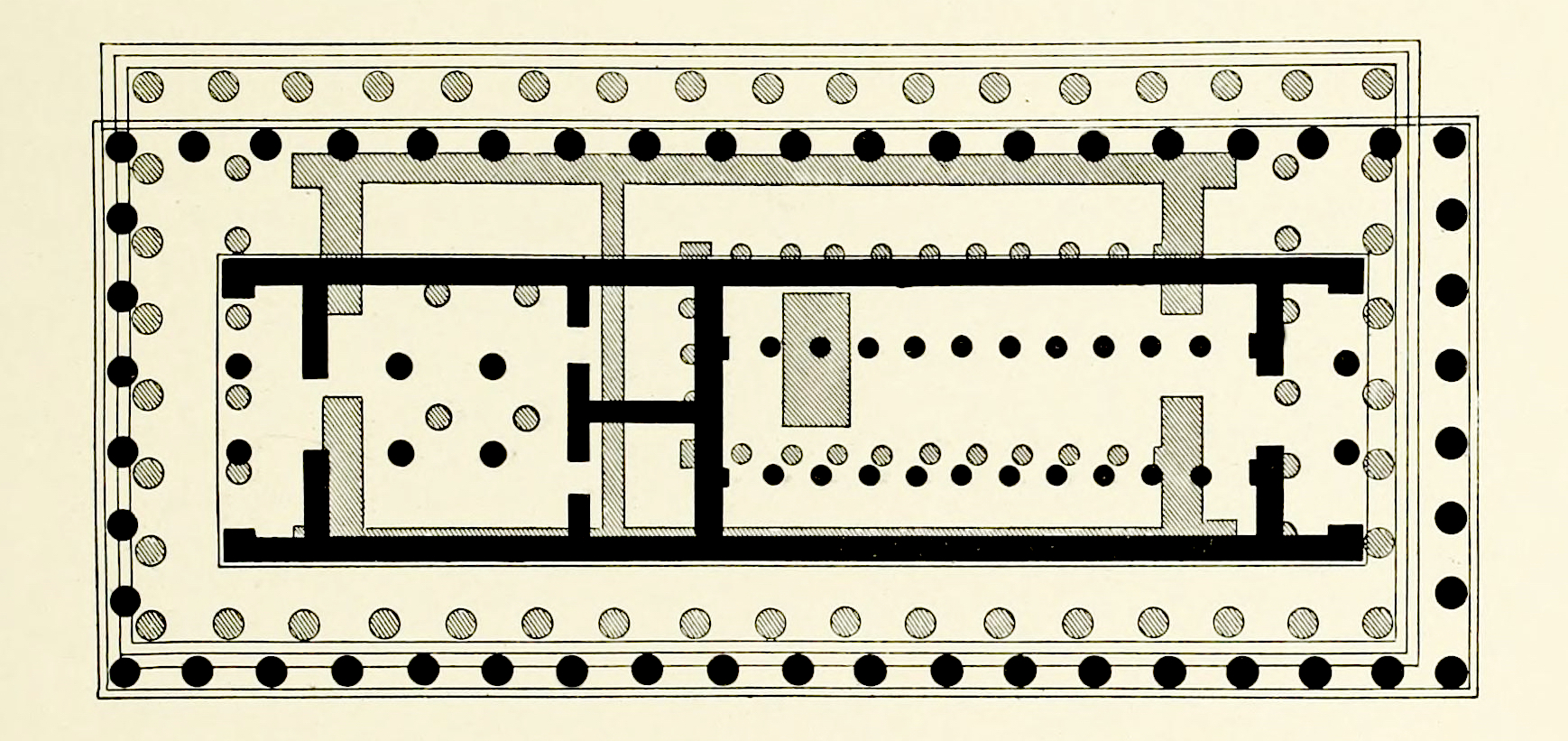
Старый Парфенон (черный) был разрушен Ахеменидами, а затем восстановлен Периклом в 438 г. до н.э. (серый).
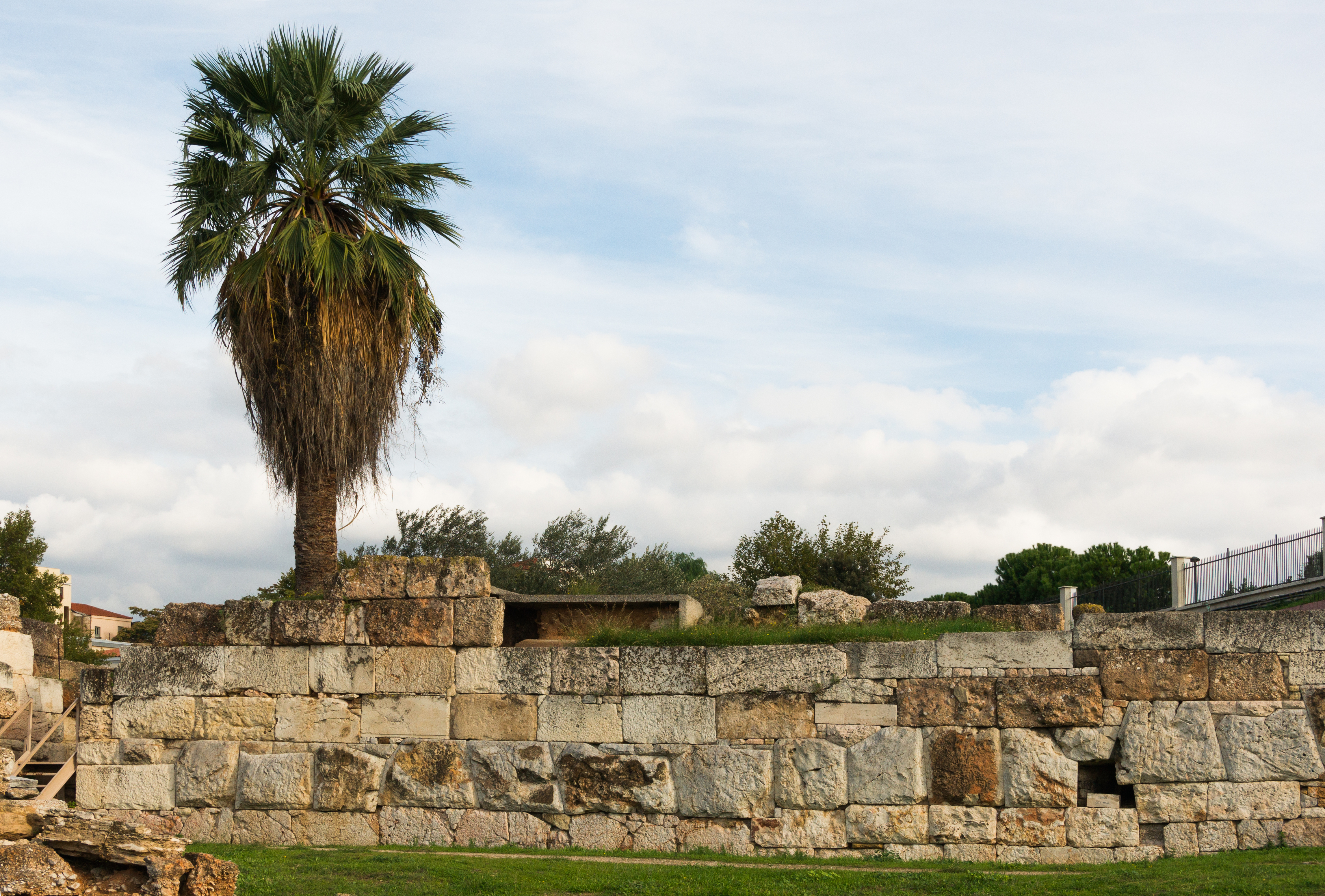
Руины стены Фемистокла.

## Ответный поджог дворца Персеполя

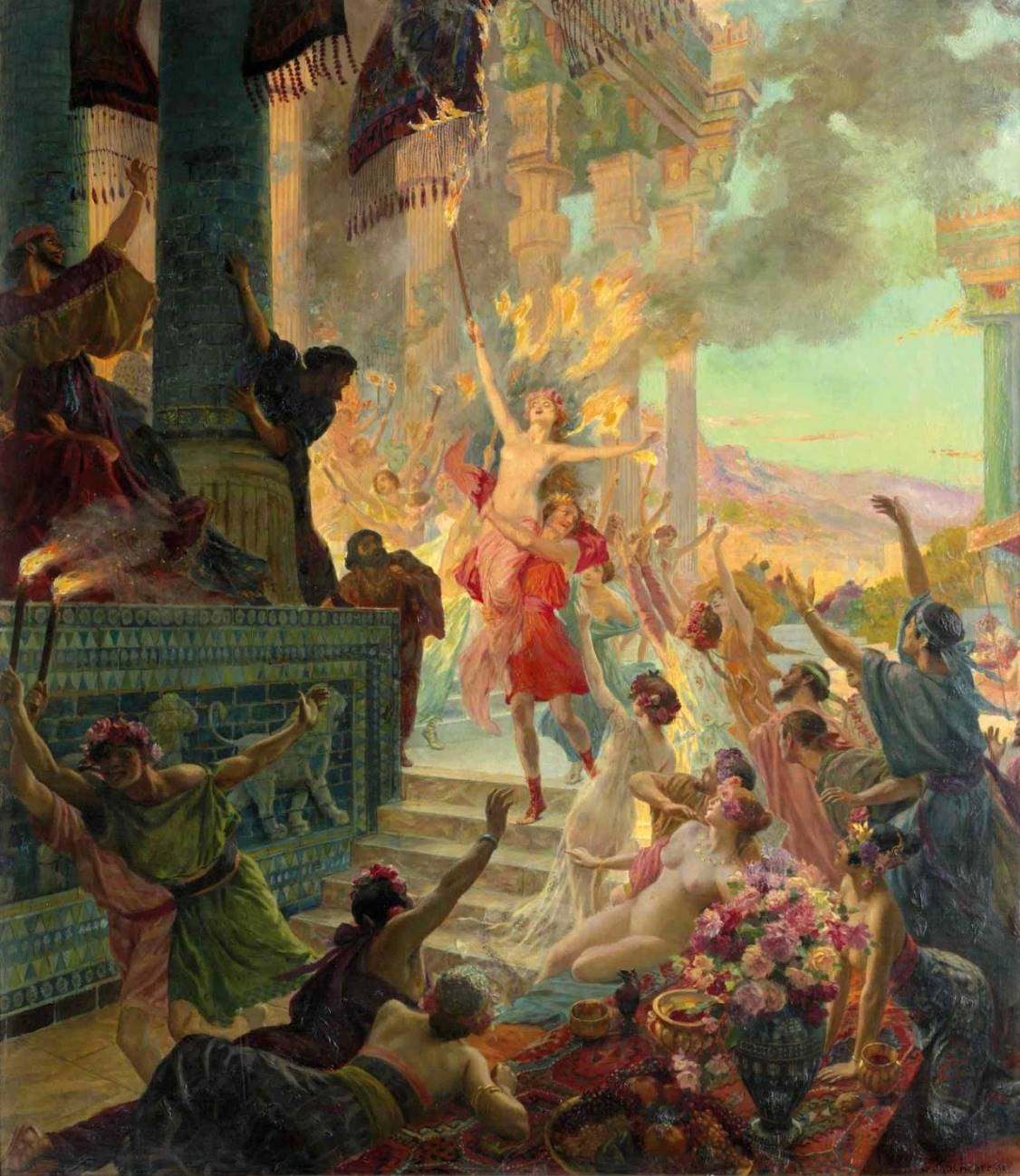
Александр Македонский поднимает Таис с факелом, в «Сожжении Персеполя» (L’incendie de Persepolis), Жорж Рошгросс, 1890.

В 330 г. до н. э. Александр Македонский сжёг Персепольский дворец, главную резиденцию побеждённой династии Ахеменидов, после попойки и по наущению Таис. Согласно Плутарху и Диодору, это было задумано как возмездие за сожжение Ксерксом старого храма Афины в Афинском Акрополе (на месте сохранившегося Парфенона) в 480 г. до н. э. во время персидских войн.
Когда царь Александр загорелся их словами, все вскочили со своих лож и передали слово, чтобы образовать победную процессию в честь Диониса. Сразу же было собрано много факелов. На пиру присутствовали женщины-музыканты, поэтому король вывел их всех на кому под звуки голосов, флейт и свирелей, а куртизанка Таис руководила всем представлением. Она была первой после короля, кто бросил свой пылающий факел во дворец. Когда все остальные сделали то же самое, сразу же вся территория дворца была сожжена, так велик был пожар. Примечательно, что за нечестивый поступок Ксеркса, царя персов, против акрополя в Афинах через много лет должна была быть возмещена одна женщина, гражданка страны, которая пострадала от этого.
— Диодор Сицилийский (XVII.72)